# Doxocopa
A Doxocopa a rovarok (Insecta) osztályának a lepkék (Lepidoptera) rendjéhez, ezen belül a tarkalepkefélék (Nymphalidae) családjához tartozó Apaturinae alcsalád egyik neme.

## Rendszerezés
A nembe az alábbi 21 faj tartozik:
- Doxocopa agathina
- Doxocopa burmeisteri
- Doxocopa callianira
- Doxocopa cherubina
- Doxocopa clothilda
- Doxocopa cyane
- Doxocopa druryi
- Doxocopa elis
- Doxocopa excelsa
- Doxocopa kallina
- Doxocopa lavinia
- Doxocopa laure
- Doxocopa laurentia
- Doxocopa linda
- Doxocopa mentas
- Doxocopa pavon
- Doxocopa plesaurina
- Doxocopa seraphina
- Doxocopa vacuna
- Doxocopa zalmunna
- Doxocopa zunilda

## Fordítás
- Ez a szócikk részben vagy egészben  a   Doxocopa című angol Wikipédia-szócikk fordításán alapul.  Az eredeti cikk szerkesztőit annak laptörténete sorolja fel. Ez a jelzés csupán a megfogalmazás eredetét és a szerzői jogokat jelzi, nem szolgál a cikkben szereplő információk forrásmegjelöléseként.